# Campomanesia costata
Campomanesia costata é uma espécie de Campomanesia, nativa do Brasil, foi descrita em 2013 por Ibrahim, M. et al., na revista Phytotaxa.

## Sinônimos
Não possui nenhum sinônimo segundo o Reflora.

## Morfologia e distribuição
Árvore nativa nos Campo Rupestres e Cerrados da Bahia. Sua casca é fissurada com sulco delicado. de tamanho de folhas entre 2.5 e 7.5 compr. (cm) mais da metade da folhas, domácia ausente; base aguda, subcordada e obtusa, margem inteira, revoluta e ondulada, pecíolo curto. Inflorescência axilar, tipo uniflora. Flor com sépalas triangulares. Fruto cor verde, imaturo, e amarelo, quando maduro, de 2 até 8 sementes por fruto.